# Ir. D. F. Woudagemaal
La estación de bombeo a vapor de D. F. Wouda (en neerlandés: Ir. D.F. Woudagemaal) es la estación de bombeo a vapor en funcionamiento más importante del mundo. La estación se encuentra en Tacozijl, cerca de Lemmer, en el municipio de Lemsterland, y se utilizó para reducir el nivel del agua en Frisia, apoyando a la instalación de J. L. Hooglandgemaal situada en Stavoren. 
La estación debe su nombre a D. F. Wouda, ingeniero responsable del Instituto Provincial del Agua de Frisia, que trabajó en el proyecto en colaboración con el ingeniero Dijxhoorn. Las cuatro máquinas de vapor y las ocho bombas centrífugas fueron construidas por la Machinefabriek Jaffa en Utrecht. 
Fue inaugurada el 7 de octubre de 1920 por la reina Guillermina I de los Países Bajos. En 1955, las seis calderas originales fueron sustituidas por otras cuatro nuevas. Estuvo plenamente activa hasta 1966 para el drenaje de Frisia. 
La estación de bombeo de J. L. Hoogland entró en servicio ese mismo año sustituyéndola y la estación de D. F. Wouda no ha estado ya en funcionamiento más que de manera esporádica. La estación de D.F. Wouda fue inscrita en la lista del Patrimonio de la Humanidad de la Unesco en 1998.